# إمرأة تصرخ على قط (ميم إنترنت)

صورة الميم كما نشرت على موقع تويتر.

امرأة تصرخ على قط (بالإنجليزية: Woman yelling at a cat)‏ هي ميم إنترنت استخدم لأول مرة في منشور تويتر في 1 مايو 2019. وهو يجمع بين صورتين: على اليسار، لقطة شاشة من حلقة "حفل شاطئ ماليبو من الجحيم"، وهي حلقة من المسلسل التلفزيوني ربات البيوت الحقيقيات لبيفرلي هيلز، تصور عضو فريق التمثيل تايلور أرمسترونغ وهي تبكي وتشير (تمسكها كايل ريتشاردز)؛ وصورة تم تحميلها على تمبلر في يونيو 2018، تصور قط من أوتاوا، أونتاريو، يدعى سمدج، جالس على طاولة عشاء خلف سلطة بتعبير مرتبك على ما يبدو.

## الاستعمال
الصورة الموجودة على يسار صورة الميم هي لقطة شاشة من حلقة "حفل شاطئ ماليبو من الجحيم"، وهي حلقة من الموسم الثاني من برنامج ربات البيوت الحقيقيات لبيفرلي هيلز؛ تصور الحلقة حفلة شاطئية تسوء عندما تتشاجر ربات البيوت تايلور أرمسترونغ وكاميلي غرامر بسبب ثرثرة الأخيرة بشأن زوج أرمسترونغ السابق راسل، الذي توفي منتحرًا بعد ما ادعت أن علاقته مسيئة. الصورة الثابتة هي أكثر لحظات الحلقة سخونة، حيث تصرخ أرمسترونغ وهي تبكي وتشير إلى أحد الحاضرين بينما تمسكها كايل ريتشاردز من الخلف؛ انتشرت الصورة على نطاق واسع بعد إدراجها في مقال في صحيفة ديلي ميل نُشر بعد يوم من بث الحلقة. واصلت أرمسترونغ العمل في ملاجئ العنف المنزلي، وفي أكتوبر 2019، قالت إنها أصبحت الآن في زواج أكثر إيجابية.
الصورة الموجودة على يمين صورة الميم هي لقط من أوتاوا، أونتاريو، يدعى سمدج، والذي تملكه ميراندا ستيلاباور منذ عام 2015. وفقًا لستيلابور، كان غير اجتماعي للغاية حول البشر في المنزل، وكان يكره عدم وجود كرسي للجلوس عليه عندما يملأ الأقارب المساحة على طاولة العشاء. في أحد العشاء في عام 2018، عندما غادر أحد الضيوف كرسيه الذي كان أمامه سلطة، استولى القط عليه بسرعة وكان لديه تعبير مرتبك على وجهه؛ بصفتها شخصًا يلتقط صورًا لحيواناتها الأليفة وتنشرها على تمبلر، التقطت ستيلاباور صورة لللحظة وحملتها على الموقع في يونيو 2018. على الرغم من أن ستيلاباور لم تكن تتوقع أن يصبح منشورها على تمبلر فيروسيًا، إلا أنه مع ذلك حصد 50300 ملاحظة وإعادة نشر في غضون عام، وهو ما اقترحته بايج ليسكين من بيزنس إنسايدر أنه كان بسبب استخدام التسمية التوضيحية لمصطلحات الإنترنت.

## أنظر أيضا
- قائمة قطط
- تأثير كوليشوف